# 갈대
갈대(reed)는 벼과 갈대속의 다년초이다. 하천 및 호수, 습지나 갯가의 모래땅에 키가 큰 군락을 형성한다. 세계의 온대와 한대에 걸쳐 널리 분포한다.

## 생태
뿌리줄기의 마디에서 많은 황색의 수염뿌리가 난다. 줄기는 마디가 있고 속이 비었으며, 높이는 3m 정도이다. 잎은 긴 피치형이며 끝이 뾰족하다. 잎집은 줄기를 둘러싸고 털이 있다. 꽃은 8-9월에 피고, 수많은 작은꽃이삭이 줄기 끝에 원추꽃차례로 달리며, 처음에는 자주색이다가 담백색으로 변한다. 포영은 호영보다 짧고 3맥이 있으며, 첫째작은꽃은 수꽃이다. 양성소화의 호영은 안쪽으로 말려서 끝이 까락처럼 되고, 수술은 3개이며 꽃밥은 2mm 정도이다. 열매는 영과이고 종자에 관모가 있어 바람에 쉽게 날려 멀리 퍼진다. 번식은 종자와 땅속줄기로 잘 된다.

## 쓰임새
어린순은 식용하며 이삭은 빗자루를 만들고 이삭의 털은 솜대용으로 사용하였다. 성숙한 줄기는 갈대발·삿자리 등을 엮는데 쓰이고, 또 펄프원료로 이용한다. 한방에서는 봄에서 가을 사이에 채취하여 수염뿌리를 제거하고 햇볕에 말린 것을 약재로 사용하며, 부위에 따라 뿌리줄기를 노근(蘆根), 줄기를 노경(蘆莖), 잎을 노엽, 꽃을 노화라 하여 진토·소염·이뇨·해열·해독에 사용한다.
한국의 고전문학에서는 갈꽃을 한가롭고 평화스런 정경을 읊는 시재(詩材)로 다루었다. 또 《삼국사기》에 봉상왕을 폐위하는 데 뜻을 같이 하는 사람들이 그 표지로 갈대잎을 모자에 꽂았다고 하는 기록이 있다. 일본의 신화에 국토를 풍위원(豊葦原)이라 한 것은 전국에 갈대가 무성하였던 데 연유하였다.

## 관련 기록

### 갈대잎의 일화
두산백과에 갈대잎의 일화가 보장왕이라고 나오는 경우가 있는데, 이것은 명백한 오류이다. 봉상왕이 맞다.
是時 國相倉助利將廢王 先遣北部祖弗東部蕭友等 物色訪乙弗於山野 至沸流河邊 見一丈夫在舡上 雖形貌憔悴 而動止非常 蕭友等疑是乙弗 就而拜之曰 今國王無道 國相與群臣陰謀 廢之 以王孫操行儉約 仁慈愛人 可以嗣祖業 故遣臣等奉迎 乙弗疑曰 予野人 非王孫也 請更審之 蕭友等曰 今上 失人心久矣 固不足爲國主 故群臣望王孫甚勤 請無疑 遂奉引以歸 助利喜 致於烏陌南家 不令人知 秋九月 王獵於侯山之陰 國相助利從之 謂衆人曰 與我同心者 効我 乃以蘆葉揷冠 衆人皆揷之 助利知衆心皆同 遂共廢王 幽之別室 以兵周衛 遂迎王孫 上璽綬 卽王位— 삼국사기 제17권 고구려본기 제5 - 미천왕

이 내용은 국상 창조리가 봉상왕을 폐하고 미천왕을 옹립할 때의 이야기이다. 위의 원문 마지막줄에 乃以蘆葉揷冠라는 내용이 바로 모자에 갈대잎을 꽂았다는 내용이다.

### 그리스 신화
갈대에 대한 그리스 신화 이야기도 있다. 내용은 다음과 같다.
거인인 포리페모스는 바다의 신인 갈라티아를 사랑했는데, 어느날 포리페모스는 목동 아키스의 품에 갈라티아가 안겨있는 꿈을 꾸자 질투에 불타 그 날 살해했다. 갈라티아는 아키스의 피를 강물로 바꾸었는데 이때 아키스의 모습이 강물에 비추자, 갈라티아는 만져보려고 손을 뻗는 순간 어깨에서 갈대가 돋았다고 한다.
다른 이야기로는 판이라는 신이 어느 요정을 사랑해서 그 요정을 사랑하려고 쫓아다니자 요정이 물의 신에게 부탁하여 갈대로 모습을 바꾸었고, 판이 그 갈대로 악기를 만들어서 그녀를 그리워했다는 이야기가 있다.
갈대의 꽃말인 '깊은 애정'은 이 설화에서 나왔다고 한다.

## 한국 갈대의 기원

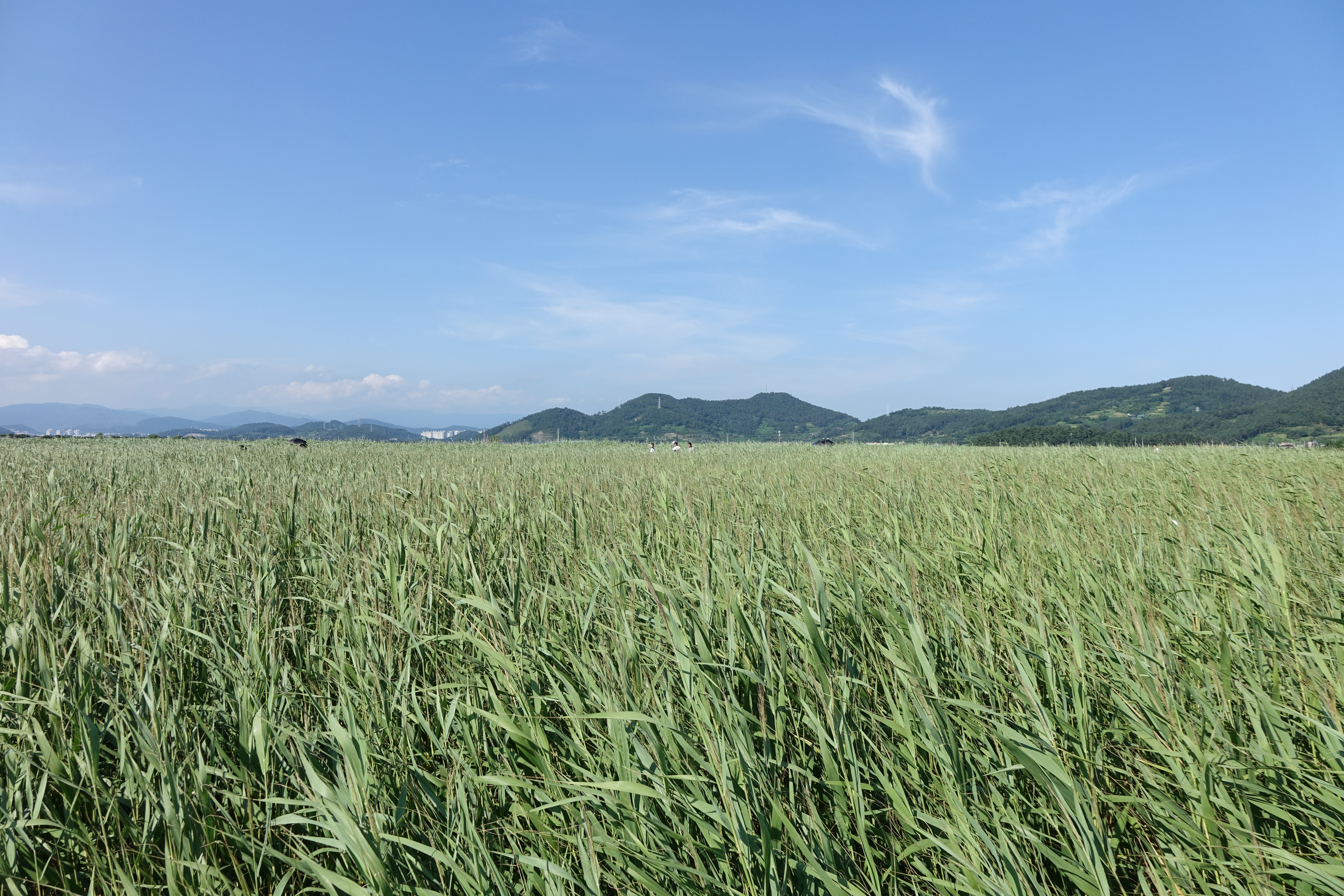
순천만공원 갈대밭, 2015년

2004년 6월 16일에 제주도 남제주군 대정지역에서 신제 3기인 4~10만년 추측되는 갈대화석이 발굴되어 오래된 국내 갈대화석으로 본다.